# Xenotrogus vestita
Xenotrogus vestita är en skalbaggsart som beskrevs av Gilbert John Arrow 1915. Xenotrogus vestita ingår i släktet Xenotrogus och familjen Melolonthidae. Inga underarter finns listade i Catalogue of Life.